# Niccolò Piccinni

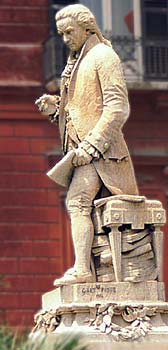
Monument in Bari met een standbeeld van Niccolò Piccinni, op de piazza Prefettura.

Niccolò Piccini (ook: Niccolò Vito Piccini, maar eigenlijk: Vito Niccolò Vincenzo Marcello Antonio Giacomo Piccinni) (Bari, 16 januari 1728 – Passy, bij Parijs, 7 mei 1800) was een Italiaans componist.
Piccinni was een leerling van Leonardo Leo en Francesco Durante aan het Conservatorio di Sant'Onofrio a Capuana in Napels en debuteerde in 1755 met Le Donne Dispettose. Dit was de eerste van zijn 127 opera’s op zowel Italiaanse als Franse libretti. In zijn tijd was hij zeer succesvol.

## Leven en werken
Piccinni vervulde een belangrijke rol in de ontwikkeling van de opera buffa, waarin hij plaats inruimde voor het sentiment. Europese vermaardheid verwierf hij met de opera buffa La cecchina ossia la buona Figliuola, die in 1760 in Rome in première ging. Vanaf 1776 verbleef hij voornamelijk in Parijs, waar hij zijn eerste Franse opera, Roland (1778), componeerde. Hij verwierf daar onverwacht veel aanhang uit de kringen die zich verzetten tegen de revolutionaire denkbeelden ten aanzien van de opera van Christoph Willibald Gluck (1714-1787). Na het uitbreken van de Franse Revolutie keerde Piccinni naar Napels terug, waar hij – net als in Parijs – in politieke moeilijkheden raakte. In 1798 vestigde hij zich opnieuw in Parijs.
Het conservatorium van Bari noemt zich: Conservatorio di Musica Niccolò Piccinni. In Bari is verder een straat naar hem vernoemd "Via Piccinni" en de plaatselijke opera draagt zijn naam. Een volledige werklijst is te vinden in Rivista musicale italiana, viii. 75.

## Piccinni versus Gluck
In Parijs ontstond een krachtmeting tussen Piccinni en de grote Christoph Willibald Gluck (1714-1787), vanwege diens terugkeer naar de idealen van de vroege barokopera. Er ontstond een dispuut tussen de zogenaamde gluckisten en piccinnisten over de vraag of de Franse dan wel de Italiaanse operavorm te prefereren was. De gluckisten verdedigden de Franse opera, de piccinnisten de Italiaanse belcanto-opera. Gluck en Piccinni zelf zochten de twist niet op. Beide meesters stonden er in zekere zin buiten en waardeerden elkaars werk. De strijd werd voornamelijk gestreden tussen hun aanhangers voor wie patriottistische motieven niet vreemd waren, waardoor ze elkaar letterlijk naar het leven stonden. Beiden schreven een Iphigénie en Tauride, wat in het voordeel van Gluck uitviel.

## Composities

### Werken voor orkest
- Concert in D-groot, voor fluit en orkest
  1. Spiritoso
  2. Andante maestoso
  3. Allegro con brio
- Giove piacevole nella reggia di Partenope
- Sinfonia in D-groot
  1. Allegro assai
  2. Andante con moto
  3. Allegro presto
- Sinfonia in G

### Werken voor harmonieorkest
- 1799 Hymene e l’Hymen pour la célébration des mariages, voor twee zangsolisten en harmonieorkest – tekst: Pierre-Louis Ginguené
- Ouverture uit de opera «La Buona Figliuola»

### Missen, Cantates, Oratoria en geestelijke muziek
- Salve Regina
- Dixit Dominum

### Muziektheater

#### Opera's
| Voltooid in | titel | aktes        | première | libretto                                                                                               |
| ----------- | --- | ------------ | --- | --- |
| 1754        | Le donne dispettose; (ook bekend als: Le trame per amore; La massara spiritosa) |              | herfst 1754, Napels, Teatro dei Fiorentini | Antonio Palomba                                                                                        |
| 1755        | Il curioso del suo proprio danno | 3 aktes      | carnaval 1755/1756? Napels, Teatro nuovo | Antonio Palomba, naar «El ingenioso hidalgo Don Quijote de la Mancha» van Miguel de Cervantes Saavedra |
| 1755        | Le gelosie; (ook: Le gelosie, o Le nozze in confusione) |              | lente 1755, Napels, Teatro dei Fiorenti | Giovanni Battista Lorenzi                                                                              |
| 1756        | Zenobia | 3 aktes      | 18 december 1756, Napels, Teatro San Carlo; ook gereviseerde versie: 1768, Napels                                                                         | Pietro Metastasio                                                                                      |
| 1757        | Farnace (in samenwerking met Perez) |              | 8 mei 1757, Napels, Teatro San Carlo | |
| 1757        | L'amante ridicolo; (ook: L'amante ridicolo e deluso; L'amante deluso) | 2 aktes      | 1757, Napels, Teatro nuovo | Pioli                                                                                                  |
| 1757        | La schiava seria; (ook: Die Sklavin) |              | 1757, Napels | |
| 1757        | Caio Mario |              | 1757?, Napels, Teatro San Carlo; gereviseerde versie: 20 januari 1765, Napels, Teatro San Carlo                                                           | Gaetano Roccaforte                                                                                     |
| 1757        | Nitteti; (in samenwerking met Cocchi) | 3 aktes      | 4 november 1757, Napels, Teatro San Carlo | Pietro Metastasio                                                                                      |
| 1758        | Alessandro nell'Indie | 3 aktes      | 1e versie: 21 januari 1758, Rome, Teatro Argentina; 2e versie: 12 januari 1774, Napels, Teatro San Carlo                                                  | Pietro Metastasio                                                                                      |
| 1758        | Gli uccellatori |              | 1758, Napels of Venetië | ?, naar Carlo Goldoni                                                                                  |
| 1758        | Madama Arrighetta; (ook: Petiton; Monsieur Petiton) | 3 aktes      | herfst of winter 1758, Napels, Teatro nuovo | Antonio Palomba, naar «Monsieur Petiton» van Carlo Goldoni                                             |
| 1758        | La scaltra letterata; (ook: La scaltra spiritosa) | 3 aktes      | winter 1758, Napels, Teatro nuovo | Antonio Palomba                                                                                        |
| 1759        | Siroe rè di Persia | 3 aktes      | 1759, Napels | Pietro Metastasio                                                                                      |
| 1759        | Ciro riconosciuto | 3 aktes      | 4 november 1759, Napels, Teatro San Carlo | Pietro Metastasio                                                                                      |
| 1760        | La cecchina (ossia La buona figliuola); ook: La Cecchina La buona figliuola zitella; of: La buona figliuola puta; La baronessa riconosciuta;Cecchina zitella o La buona figluola; Cecchina nubile o La buona figliuola; Das gute Mädchen; The Accommplish'd Maid; Der fromme Pige; La bonne fille; | 3 aktes      | 6 februari 1760, Rome, Teatro delle Dame | Carlo Goldoni                                                                                          |
| 1760        | L'Origille |              | lente 1760, Napels, Teatro dei Fiorentini | Antonio Palomba                                                                                        |
| 1760        | Il rè pastore | 3 aktes      | herfst 1760, Florence, Teatro della Pergola | Pietro Metastasio                                                                                      |
| 1760        | La furba burlata; (ook: I furbi burlati) samen met: Nicola Bonifacio Logroscino (1698-1765): met toevoegingen van: Giacomo Antonio Francesco Paolo Michele Insanguine (1728-1795) als I furbi burlati:                                                                                             | 3 aktes      | herfst 1760, Napels, Teatro dei Fiorentini; zomer 1762, Napels, Teatro nuovo; 1773, Napels                                                                | P. di Napoli?, naar Antonio Palomba                                                                    |
| 1760        | Le beffe giovevoli |              | winter 1760, Napels, Teatro dei Fiorentini | ?, naar Carlo Goldoni                                                                                  |
| 1761        | Le vicende della sorte; (ook: Le vicende del caso ossia della sorte; Der Glueckswechsel) | 3 aktes      | 3 januari 1761, Rome, Teatro Valle | Giuseppe Petrosellini, naar «I Portentosi effetti della madre natura» van Carlo Goldoni                |
| 1761        | La schiavitù per amore |              | carnaval 1761, Rome | |
| 1761        | Olimpiade |              | 1e versie: carnaval 1761, Rome, Teatro delle Dame; 2e versie: 1768, Rome, Teatro Argentina; gereviseerde 2e versie: 30 mei 1774, Napels, Teatro San Carlo | Pietro Metastasio                                                                                      |
| 1761        | Tigrane; (ook: Farnaspe) | 3 aktes      | carnaval 1761, Turijn, Teatro regio | Vittorio Amedeo Cigna-Santi, naar Carlo Goldonis revisie van het drama van Francesco Silvani           |
| 1761        | Demofoonte | 3 aktes      | mei 1761, Reggio Emilia, Teatro moderno | Pietro Metastasio                                                                                      |
| 1761        | La buona figliuola maritata; (ook: La baronessa riconosciuta e maritata; Cecchina maritata) | 3 aktes      | mei 1761, Bologna, Teatro Formagliari | Carlo Goldoni                                                                                          |
| 1761        | Il curioso imprudente; gereviseerde versie van Il curioso del suo proprio danno; (samen met: Antonio Maria Gasparo Gioacchino Sacchini | 3 aktes      | herfst 1761, Napels, Teatro dei Fiorentini | Antonio Palomba, naar «El ingenioso hidalgo Don Quijote de la Mancha» van Miguel de Cervantes Saavedra |
| 1761        | Lo stravagante | 3 aktes      | herfst 1761, Napels, Teatro dei Fiorentini | Antonio Villani                                                                                        |
| 1761        | L'astuto balordo |              | winter 1761, Napels, Teatro dei Fiorentini | Giovanni Battista Fagiuoli                                                                             |
| 1761-1762   | L'astrologa | 3 aktes      | carnaval 1761/1762, Venetië, Teatro Moisè | Pietro Chiari                                                                                          |
| 1762        | Amor senza malizia |              | 1762, Neurenberg, Hoftheater Thurn und Taxis | |
| 1762        | Artaserse | 3 aktes      | 3 februari 1762, Rome, Teatro Argentina; gereviseerde versie: 4 november 1768 en 1772, Napels, Teatro San Carlo                                           | Pietro Metastasio                                                                                      |
| 1762        | Le avventure di Ridolfo |              | carnaval 1762, Bologna, Teatro Marsigli-Rossi | |
| 1762        | La bella verità | 3 aktes      | 12 juni 1762, Bologna, Teatro Marsigli-Rossi | Carlo Goldoni                                                                                          |
| 1762        | Antigono | 3 aktes      | 4 november 1762, Napels, Teatro nuovo | Pietro Metastasio                                                                                      |
| 1762        | Il Cavaliere per Amore; (ook: Il fumo villano) (in samenwerking met: Ottani) | 2 aktes      | winter 1762, Napels, Teatro nuovo, (of: carnaval 1763, Rome, Teatro Valle                                                                                 | Giuseppe Petrosellini                                                                                  |
| 1763        | Le donne vendicate; (ook: Il vago disprezzato; Le fat méprisé) | 2 aktes      | carnaval 1763, Rome, Teatro Valle | naar Carlo Goldini                                                                                     |
| 1763        | Le contadine bizzarre; (ook: La sciocchezza in amore; Le contadine astute; Le villanelle astute) | 3 aktes      | februari 1763, Rome, Teatro Capranica, (of: herfst 1763, Venetië, Teatro San Samuele                                                                      | |
| 1764        | Gli stravaganti, ossia La schiava riconosciuta; (ook: La schiava; Gli stravaganti, ossia I matrimoni alla moda; L'esclave ou Le marin généreux; Die Ausschweifenden) (met toevoegingen van: Joseph Haydn)                                                                                          | 2 aktes      | 1 januari 1764, Rome, Teatro Valle | |
| 1764        | La villeggiatura; (naar de rev.: Le donne vendicate) | 3 aktes      | carnaval 1764, Bologna, Teatro Formagliari | naar Carlo Goldoni                                                                                     |
| 1764        | Il parrucchiere |              | carnaval 1764, Rome, Teatro Valle | |
| 1764        | L'incognita perseguitata; (met toevoegingen van: Joseph Haydn) | 3 aktes      | carnaval 1764, Venetië, Teatro San Samuele | Giuseppe Petrosellini                                                                                  |
| 1764        | L'equivoco | 3 aktes      | zomer 1764, Napels, Teatro Fiorentini | Liviano Lantino en Antonio Villani                                                                     |
| 1764        | La donna vana | 3 aktes      | november 1764, Napels, Teatro dei Fiorentini | Antonio Palomba                                                                                        |
| 1764        | Il nuovo Orlando |              | 26 december 1764, Modena, Teatro Rangoni | naar Ludovico Ariosto                                                                                  |
| 1764-1765   | Il Barone di Torreforte | 2 aktes      | 10 januari 1765, Rome, Teatro Capranica | |
| 1765        | Il finto astrologo |              | 7 februari 1765, Rome, Teatro Valle | naar Carlo Goldini                                                                                     |
| 1765        | L'orfana insidiata; (met toevoegingen van: Gennaro Astarita (1745-1803)) |              | zomer 1765, Napels, Teatro dei Fiorentini | |
| 1766        | La Pescatrici ovvero L'Erede riconosciuta; (ook: La pescatrice innocente) | 2 aktes      | 9 januari 1766, Rome, Teatro Capranica | naar Carlo Goldini                                                                                     |
| 1766        | La baronessa di Montecupo |              | 27 januari 1766, Rome, Teatro Capranica | |
| 1766        | L'incostante; (ook: Il volubile; La capricciosa) | 2 aktes      | februari 1766, Rome, Teatro Capranica | Antonio Palomba                                                                                        |
| 1766        | La fiammetta generosa; (samen met: Bonifacio Domenico Pasquale Anfossi (1727-1797)) | 3 aktes      | carnaval 1766, Napels, Teatro dei Fiorentini | |
| 1766        | La molinarella; (ook: Il cavaliere Ergasto; La molinara) | 3 aktes      | herfst 1766, Napels, Teatro nuovo | |
| 1766        | Il gran Cid; (ook: Il Cid) | 3 aktes      | 4 november 1766, Napels, Teatro San Carlo | G. Pizzi                                                                                               |
| 1766-1767   | La francese maligna |              | 1766/1767, Napels of 1769, Rome | |
| 1767        | La notte critica | 3 aktes      | carnaval 1767, Lissabon, Teatro Salvaterra | Carlo Goldoni                                                                                          |
| 1767        | La finta baronessa |              | zomer 1767, Napels, Teatro dei Fiorentini | Filippo Livigni                                                                                        |
| 1767        | Mazzina, Acetone e Dindimento |              | om 1767?, Napels? | |
| 1767        | La direttrice prudente; (ook: La prudente ingegnosa) | 3 aktes      | herfst 1767 | |
| 1768        | Gli napoletani in America | 3 aktes      | 10 juni 1768, Napels, Teatro dei Fiorenti | Francesco Cerlone                                                                                      |
| 1768        | La locandiera di spirito | 3 aktes      | herfst 1768, Napels, Teatro nuovo | |
| 1768-1769   | Lo sposo burlato | 2 aktes      | 5 januari 1769, Rome, Teatro Valle | Giovanni Battista Casti                                                                                |
| 1768-1769   | L'innocenza riconosciuta |              | 11 januari 1769, Senigallia | |
| 1769        | La finta ciarlatana ossia Il vecchio credulo |              | carnaval 1769, Napels, Teatro nuovo | |
| 1769        | Demetrio |              | 30 mei 1769, Napels, Teatro San Carlo | Pietro Metastasio                                                                                      |
| 1769        | Gli sposi perseguitati |              | | |
| 1769-1770   | Didone abbandonata | 3 aktes      | 8 januari 1770, Rome, Teatro Argentina | Pietro Metastasio                                                                                      |
| 1769-1770   | Cesare in Egitto; (ook: Cesare e Cleopatra) | 3 aktes      | januari 1770, Milaan, Teatro ducale | Giacomo Francesco Bussani                                                                              |
| 1770        | La donna di spirito |              | 13 februari 1770, Rome, Teatro Capranica | |
| 1770        | Il regno della luna, (ook: Il mondo della luna) |              | lente 1770, Milaan, Teatro ducale | |
| 1770        | Gelosia per gelosia |              | zomer 1770, Napels, Teatro dei Fiorentini | Giovanni Battista Lorenzi                                                                              |
| 1770        | Don Chisciotte |              | 1770, Napels? | Giovanni Battista Lorenzi, naar Miguel de Cervantes Saavedra                                           |
| 1770        | Il finto pazzo per amore |              | 1770, Napels? | |
| 1770        | Catone in Utica | 3 aktes      | 5 november 1770, Mannheim, Hoftheater | Pietro Metastasio                                                                                      |
| 1770        | L'olandese in Italia |              | herfst 1770, Milaan, Teatro ducale | Niccolò Tassi                                                                                          |
| 1771        | Antigono |              | carnaval 1771, Rome | |
| 1771        | La donna di bell'umore |              | 15 mei 1771, Napels, Teatro dei Fiorentini | |
| 1771        | La Corsara | 3 aktes      | herfst 1771, Napels, Teatro dei Fiorentini | Giovanni Battista Lorenzi                                                                              |
| 1771-1772   | Le finte Gemelle; (ook: Le due finte gemelle; Le germane in equivoco) | 2 of 3 aktes | 2 januari 1771, Rome, Teatro Valle | Giuseppe Petrosellini                                                                                  |
| 1772        | L'americano; (ook: L'americano incivilito; L'americano ingentilito) | 2 aktes      | 22 februari 1772, Rome, Teatro Caprnica | |
| 1772        | L'astratto, ovvero Il giocator fortunato; (ook: Il giocator fanatico per il lotto) (met toevoegingen van: Joseph Haydn) | 3 aktes      | carnaval 1772, Venetië, Teatro San Samuele | Giuseppe Petrosellini                                                                                  |
| 1772        | Le trame zingaresche |              | zomer 1772, Napels, Teatro dei Fiorentini | Giovanni Battista Lorenzi                                                                              |
| 1772        | Ipermestra | 3 aktes      | 4 november 1772, Napels, Teatro San Carlo | Pietro Metastasio                                                                                      |
| 1772        | Scipione in Cartagena | 3 aktes      | 26 december 1772? Modena, Teatro di Corte | Luigi Giusti (of: Alvise Giusti?)                                                                      |
| 1772-1773   | La sposa collerica |              | 9 januari 1773, Rome, Teatro Valle | |
| 1773        | Le quattro nazioni o La vedova scaltra |              | 1773, Rome? | naar Carlo Goldonis komedie                                                                            |
| 1773        | Il vagabondo fortunato |              | herfst 1773, Napels, Teatro dei Fiorentini | Pasquale Mililotti                                                                                     |
| 1774        | Gli amanti mascherati |              | 1774, Napels, Teatro dei Fiorentini | |
| 1775        | Il conclave del MDCCLXXIV |              | carnaval 1775, Rome, Teatro delle Dame | naar Pietro Metastasio                                                                                 |
| 1775        | L'ignorante astuto | 3 aktes      | carnaval 1775, Napels, Teatro dei Fiorentini | Pasquale Mililotti                                                                                     |
| 1775        | Enea in Cuma |              | lente 1775, Napels, Teatro dei Fiorentini | Pasquale Mililotti                                                                                     |
| 1775        | Il sordo |              | 1775, Napels | |
| 1775        | I viaggiatori |              | herfst 1775, Napels, Teatro dei Fiorentini | Pasquale Mililotti?, naar Carlo Goldoni                                                                |
| 1775        | La contessina | 3 aktes      | herfst 1775, Verona, Teatro filarmonico | Marco Coltellini, naar Carlo Goldoni                                                                   |
| 1776        | Radamisto | 3 aktes      | 1776, Napels | Antonio Marchi                                                                                         |
| 1777        | Vittorina |              | 16 december 1777, Londen, King's Theatre | Carlo Goldoni                                                                                          |
| 1778        | Roland | 3 aktes      | 27 januari 1778, Parijs, Académie royale | Jean-François Marmontel, naar Philippe Quinault                                                        |
| 1778        | Phaon | 2 aktes      | september 1778, Choisy-le-Roi, Hoftheater | Claude-Henri Watelet                                                                                   |
| 1779        | Il vago disprezzato (ook: Le Fat méprisé) |              | 16 mei 1779, Parijs, Académie royale | |
| 1780        | Atys | 3 aktes      | 22 februari 1780, Parijs, Académie royale | Jean-François Marmontel, naar Philippe Quinault                                                        |
| 1781        | Iphigénie en Tauride | 4 aktes      | 23 januari 1781, Parijs, Académie royale | Alphonse du Congé-Dubreuil                                                                             |
| 1781        | Adèle de Ponthieu | 3 aktes      | 27 oktober 1781, Parijs, Académie royale | Jean-Paul-André des Rasins de Saint-Marc                                                               |
| 1782        | Didon | 3 aktes      | 16 oktober 1783, Fontainebleau | Jean-François Marmontel                                                                                |
| 1783        | Le dormeur éveillé | 2 aktes      | 14 november 1783, Parijs, Comédie Italienne | Jean-François Marmontel                                                                                |
| 1783        | Le faux Lord | 2 aktes      | 6 december 1783, Versailles | Giuseppe M. Piccinni                                                                                   |
| 1784        | Diane et Endymion | 3 aktes      | 7 september 1784, Parijs, Académie royale | Jean-François Espic Chevalier de Liroux                                                                |
| 1784        | Lucette |              | 30 december 1784, Parijs, Comédie Italienne | Giuseppe M. Piccinni                                                                                   |
| 1785        | Penelope | 3 aktes      | 2 november 1785, Fontainebleau, Hoftheater; 2e versie: 16 oktober 1787, Parijs, Académie royale                                                           | Jean-François Marmontel                                                                                |
| 1786-1787   | Adèle de Ponthieu, 2e versie | 3 aktes      | niet uitgevoerd | |
| 1787        | Clytemnestre |              | niet uitgevoerd | L. G. Pitra                                                                                            |
| 1792        | La serva onorata |              | carnaval? 1792, Napels, Teatro dei Fiorentini | Giovanni Battista Lorenzi, naar «Le nozze di Figaro» van Lorenzo da Ponte                              |
| 1793        | Le trame in maschera |              | carnaval 1793, Napels, Teatro dei Fiorentini | |
| 1793        | Ercole al Termedonte, (ook: La disfatta delle Amazzoni) | 2 aktes      | 12 januari 1793, Napels, Teatro San Carlo | Antonio Simone Sografi                                                                                 |
| 1793        | La Griselda | 2 aktes      | 8 oktober 1793, Venetië, Teatro San Samuele | Angelo Anelli                                                                                          |
| 1793-1794   | Il servo padrone ossia L'amor perfetto | 2 aktes      | 17 januari 1794, Venetië, Teatro San Samuele | Caternio Mazzolà                                                                                       |

#### Opera's, waar de auteurschap van Piccinni twijfelachtig is
- 1764 Berenice
- 1767 I Decemviri
- 1767 L'Enlèvement des Sabines
- 1770 Il conte bagiano
- 1770 Il finto turco
- 1772 La lavandra astuta
- 1793 Der Schlosser
- Amante in campagna
- I portenosi effetti
- La pie voleuse ou La servante de Valaiseau
- Le Cigisbé
- Le donne di teatro
- Les Fourberies de marine
- Les Mensonges officieux
- Sermiculo

Piccinni schreef ook enkele klavecimbelwerken en oratoria.